# Baeocera tenuis
Baeocera tenuis – gatunek chrząszcza z rodziny kusakowatych, podrodziny łodzikowatych i plemienia Scaphisomatini.
Gatunek ten opisany został w 2003 roku przez Ivana Löbla i Richarda A.B. Leschena.
Chrząszcz o umiarkowanie wypukłym z wierzchu ciele długości od 1,2 do 1,3 mm, barwy rudobrązowej z jaśniejszymi odwłokiem i wierzchołkami pokryw oraz ochrowymi do żółtawych czułkami i odnóżami. Jedenasty człon czułków jest umiarkowanie wydłużony. Rzędy przyszwowe na pokrywach są krótkie i sięgają do ich wierzchołkowej ⅓. Rzędy epipleuralne pokryw są wyraźnie zaznaczone. Tylna para skrzydeł jest silnie zredukowana. Epimeryty śródtułowiawyposażone są w linie mezepimeralne. Zapiersie (metawentryt) jest po bokach punktowane. Odnóża mają golenie tęgie u nasady; te u nóg tylnych są co najwyżej nieco pogrubione ku wierzchołkom. Samiec ma wydłużony gonokoksyt z wierzchołkowym stylusem. Jego edeagus cechuje nieco dłuższa od wyrostka wierzchołkowego nabrzmiała część nasadowa, brak delikatnych i łuskowatych struktur w woreczku wewnętrznym oraz szerokie, wydłużone flagellum.
Owad endemiczny dla Nowej Zelandii, znany tylko z Wyspy Północnej.